# Дабо, Понтус
Понтус Брур Харри Дабо (швед. Pontus Bror Harry Dahbo; род. 11 октября 2005, Гётеборг) — шведский футболист, полузащитник клуба «Хеккен».

## Клубная карьера
Начал заниматься футболом в «Севедалене». В 15-летнем возрасте попал в молодёжную команду «Хеккена». В ноябре 2022 года подписал с клубом первый профессиональный контракт, рассчитанный на три года. Первую игру за основной состав провёл 18 февраля 2023 года в матче группового этапа кубка страны с «Йёнчёпингс Сёдра», заменив на 77-й минуте Миккеля Рюгора. 2 апреля во встрече первого тура нового сезона с   «Эльфсборгом», выйдя на поле в компенсированное ко второму тайму время вместо Амана Ромео.

## Карьера в сборной
Выступал за юношеские сборные Швеции различных возрастов. За сборную до 19 лет дебютировал 24 сентября 2022 года в товарищеском матче с Австрией. 22 марта 2023 забил первый гол за сборную, отличившись в игре со сборной Чехии на товарищеском турнире.

## Клубная статистика
| Выступление      | Выступление      | Выступление      | Лига | Лига | Кубки | Кубки | Конт. кубки | Конт. кубки | Итого | Итого |
| Клуб             | Лига             | Сезон            | Игры | Голы | Игры  | Голы  | Игры        | Голы        | Игры  | Голы  |
| ---------------- | ---------------- | ---------------- | ---- | ---- | ----- | ----- | ----------- | ----------- | ----- | ----- |
| Хеккен           | Алльсвенскан     | 2023             | 1    | 0    | 2     | 0     | 0           | 0           | 3     | 0     |
| Хеккен           | Итого            | Итого            | 1    | 0    | 2     | 0     | 0           | 0           | 3     | 0     |
| Всего за карьеру | Всего за карьеру | Всего за карьеру | 1    | 0    | 2     | 0     | 0           | 0           | 3     | 0     |